# Mouvaux
Mouvaux (Nederlands: Mouvouw) is een gemeente in het Franse Noorderdepartement (Frans: département du Nord) (regio Hauts-de-France). De plaats maakt deel uit van het arrondissement Rijsel. Mouvaux telde op 1 januari 2022 13.239 inwoners.

## Geografie
De oppervlakte van Mouvaux bedroeg op 1 januari 2022 4,17 vierkante kilometer; de bevolkingsdichtheid was toen 3.174,8 inwoners per km².

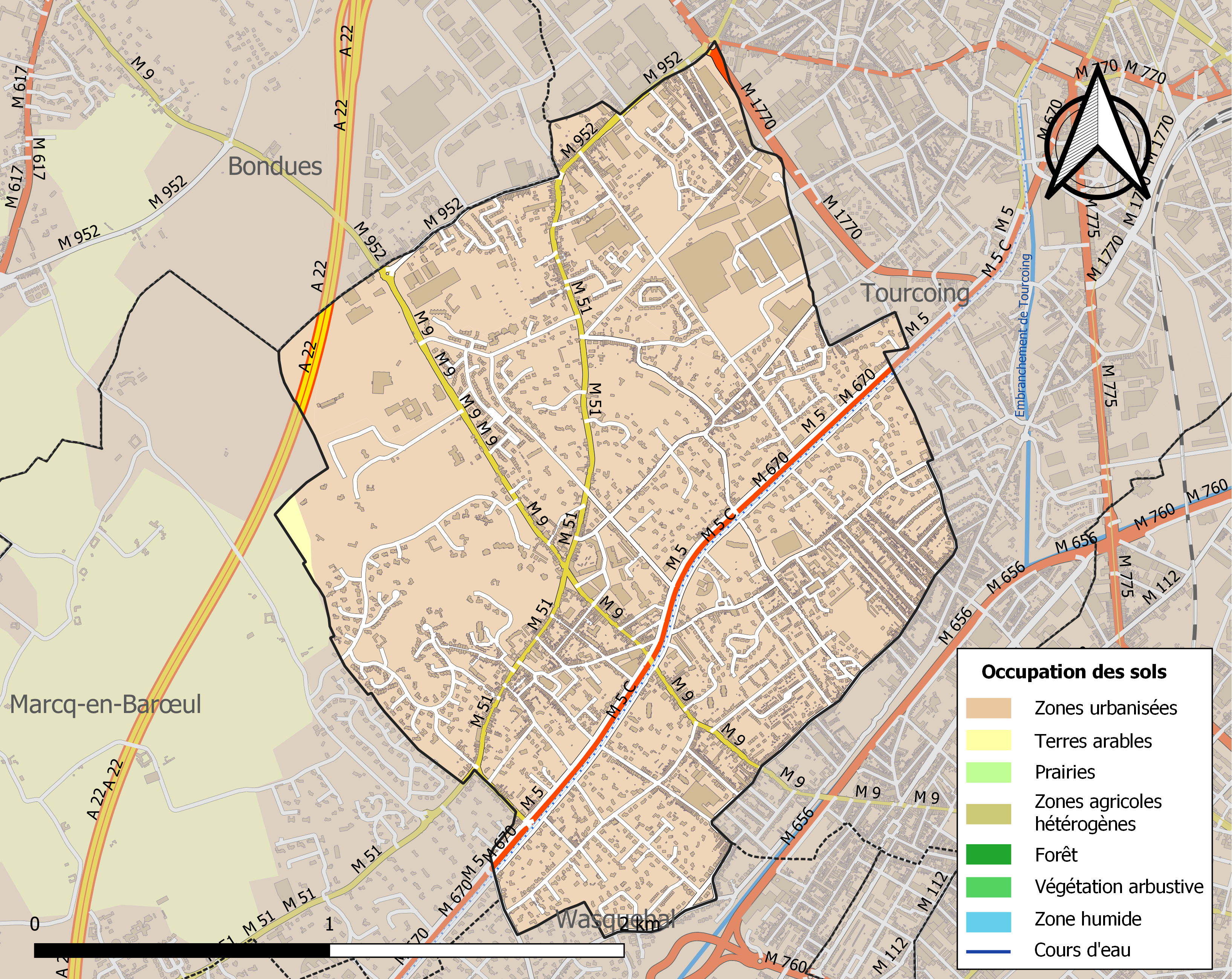
Kaart van de gemeente met belangrijkste infrastructuur, bodemgebruik en omliggende gemeenten

## Bezienswaardigheden
- Op de gemeentelijke begraafplaats van Mouvaux rusten 47 Franse en Britse gesneuvelden uit de Eerste Wereldoorlog.
- De Chapelle Notre-Dame-des-Malades, ingeschreven als monument historique

## Demografie
Onderstaande figuur toont het verloop van het inwonertal (bron: INSEE-tellingen).